# Santa Bárbara de Casa
Santa Bárbara de Casa er en by og kommune i det sydvestlige Spanien i provinsen Huelva. Den har et indbyggertal på 1.128 (2024) indbyggere.
Kommunen ligger på grænsen til Portugal.